# Супсех
Су-Псех — селище в Краснодарському краї, Росія. Входить до складу муніципального утворення місто-курорт Анапа. Центр Супсехського сільського округу.
Населення — 6669 (2010) .
Селище лежить за 5 км на південний схід від центру Анапи.

## Історія
Су-Псех - складене від двох слів "Су"(адиг.)-вода і "Псехо"(карач.)-вода. Переклад відповідає давній легенді через яку Су-Псех був багатий річками і озерами, розташованими на його території. Сьогодні Су-Псех - це населений пункт який активно розвивається. Крізь все село проходить траса Анапа - Великий Утриш, і Су-Псех є "з'єднувальною ланкою" між містом Анапа і селищами Варварівка, Сукко, Утриш.